# Mudhol, Yelbarga
Mudhol là một làng thuộc tehsil Yelbarga, huyện Koppal, bang Karnataka, Ấn Độ.